# Дони (футболист)
 Тази статия е за футболистът Дони.  За българският поп певец и композитор вижте Дони.  
Дониебер Александър Марангон е бразилски футболист, вратар, състезател на английския отбор Ливърпул.

## Кариера
Започва да тренира футбол в юношеския отбор на Ботафого, а през 1999 подписва и първия си професионален договор с мъжкия състав на отбора. На 31 август 2005, в последния ден на трансферния прозорец се присъединява към отбора на Рома.
Първоначално е резерва на италианския национален вратар до 21 години Джанлука Курчи. Започва да играе в мачовете за Купата на Италия, където впечатлява с играта си и си извоюва титулярно място в края на сезона. Във втория си сезон в Серия А се утвърждава като един от най-добрите вратари в първенството.
През май 2008, договорът му е удължен до 2012.
В националния отбор на Бразилия дебютира на 5 юни 2007 срещу Турция. На турнира Копа Америка през 2007 е титуляр и е със съществен принос за титлата на Бразилия. На полуфинала срещу Уругвай спасява две дузпи.

## Отличия

### „Коринтианс“
- Купа на Бразилия – 2002
- Шампион на щата Сау Паулу – 2003

### „Рома“
- Купа на Италия – 2007, 2008
- Суперкупа на Италия – 2007

### Национален отбор
- Копа Америка – 2007